# Darátsos
Darátsos är en ort i Grekland.   Den ligger i prefekturen Nomós Chaniás och regionen Kreta, i den södra delen av landet, 280 km söder om huvudstaden Aten. Darátsos ligger 67 meter över havet och antalet invånare är 3 747.
Terrängen runt Darátsos är kuperad söderut, men norrut är den platt. Havet är nära Darátsos norrut.Runt Darátsos är det glesbefolkat, med 16 invånare per kvadratkilometer. Närmaste större samhälle är Chania, 5,1 km öster om Darátsos. 